# Július 29.
Július 29. az év 210. (szökőévben 211.) napja a Gergely-naptár szerint. Az évből még 155 nap van hátra.
Névnapok: Flóra, Márta + Márti, Adelmár, Bea, Beatrix, Csatár, Elmó, Félix, Fiorella, Fioretta, Florica, Florinda, Olaf, Olavi, Oldamur, Trixi, Tűzvirág, Vadvirág, Virág

## Események
- 1567 – Országh Kristóf tölti be az országbírói tisztet.
- 1734 – A heiligenkreuzi apátság VI. Károly császár rendeletével megkapja a szentgotthárdi apátságot.
- 1878 – Az Osztrák–Magyar Monarchia megkezdi Bosznia és Hercegovina okkupációját (megszállását).
- 1938 – Japán-szovjet katonai összetűzés kezdődik Távol-Keleten, a Haszan-tónál.
- 1948 – Megkezdődnek a XIV. olimpiai játékok Londonban.
- 1954 – Az Egyesült Királyságban megjelenik J. R. R. Tolkien: „A Gyűrűk Ura” trilógiájának első kötete, „A Gyűrű szövetsége”.
- 1990 – Népszavazás Magyarországon a köztársasági elnök megválasztásának módjáról.
- 2000 – Újraindítják a Kemencei Állami Erdei Vasutat, Kemencei Erdei Múzeumvasút néven.
- 2015 - Ekkor jelent meg a Windows 10.

## Sportesemények
Formula–1
- 1951 –  német nagydíj, Nürburgring - Győztes: Alberto Ascari  (Ferrari)
- 1973 –  holland nagydíj, Zandvoort - Győztes: Jackie Stewart (Tyrrell Ford). Ezen a nagydíjon szenvedett halálos balesetet  Roger Williamson.
- 1979 –  német nagydíj, Hockenheimring - Győztes: Alan Jones  (Williams Ford)
- 1990 –  német nagydíj, Hockenheimring - Győztes: Ayrton Senna  (McLaren Honda)
- 2001 –  német nagydíj, Hockenheimring - Győztes: Ralf Schumacher  (Williams BMW)
- 2012 –  magyar nagydíj, Hungaroring - Győztes: Lewis Hamilton  (McLaren Mercedes)
- 2018 –  magyar nagydíj, Hungaroring - Győztes: Lewis Hamilton  (Mercedes)

## Születések
- 1668 – Bellusi István magyar jezsuita rendi szerzetes, tanár († 1708)
- 1792 – Peter von Hess német festő († 1871)
- 1793 – Ján Kollár költő, a szlovák nemzeti mozgalom egyik ideológusa († 1852)
- 1805 – Alexis de Tocqueville francia politikai gondolkodó, történész († 1859)
- 1836 – Wilhelm Kress osztrák mérnök feltaláló, zongoraépítő-hangoló, repülőszerkesztő († 1913)
- 1861 – Gyomlay Gyula klasszika-filológus, bizantinológus, az MTA tagja († 1942)
- 1867 – Berthold Oppenheim rabbi († 1942)
- 1876 – Kadić Ottokár geológus, paleontológus, a magyarországi ősemberkutatás elindítója, a szervezett magyar barlangkutatás megalapítója, egyetemi tanár († 1957)
- 1882 – Kühár István magyarországi szlovén író, népdalgyűjtő († 1915)
- 1883
  - Benito Mussolini olasz politikus, miniszterelnök († 1945)
  - Zipernovszky Ferenc gépészmérnök, feltaláló, egyetemi tanár, a Világítástechnikai Állomás alapítója († 1957)
- 1885 – Gergelyffy András magyar jogász, főszolgabíró, országgyűlési képviselő († ?)
- 1894 – Csokonai Vitéz Gizella magyar költő († 1965)
- 1901 – Környey István orvos, ideggyógyász, a magyarországi idegsebészet úttörő alakja († 1988)
- 1905 – Dag Hammarskjöld Nobel-díjas svéd politikus, diplomata, az ENSZ második főtitkára. († 1961)
- 1905 – Clara Bow amerikai színésznő († 1965)
- 1907 – Boldogfai Farkas Sándor magyar szobrászművész († 1970)
- 1913 – Szőkefalvi-Nagy Béla magyar matematikus († 1998)
- 1924 – Elizabeth Short amerikai színésznő († 1947)
- 1925 – Míkisz Theodorákisz görög zeneszerző, kommunista politikus. († 2021)
- 1926 – Vámos Ágnes magyar opera-énekesnő (szoprán), érdemes művész († 2016)
- 1927 – Harry Mulisch holland író, a holland irodalom kanonizált alakja († 2010)
- 1935 – Montágh Imre magyar logopédus, tanár († 1986)
- 1941 – David Warner Emmy-díjas angol színész († 2022)
- 1941 – Tony Jefferies dél-afrikai autóversenyző
- 1942 – Tony Sirico amerikai színész († 2022)
- 1945 – Szüts Miklós magyar festőművész († 2024)
- 1947 – Benkő Dániel magyar lant- és gitárművész († 2019)
- 1952 – Andrassew Iván magyar író, újságíró († 2015)
- 1953 – Teresa Orlowski (er. Teresa Orłowska) lengyel születésű német pornószínésznő, producer, kiadótulajdonos
- 1953 – Geddy Lee kanadai basszusgitáros, énekes, a Rush együttes alapítója
- 1954 – Bárdos Margit magyar színésznő
- 1962 – Guillermo Martínez argentin matematikus és író
- 1963 – Hanóch Nísszání izraeli autóversenyző
- 1972 – Wil Wheaton amerikai színész
- 1973 – Stephen Dorff amerikai színész
- 1980 – Fernando González Ciuffardi chilei teniszező
- 1981 – Fernando Alonso spanyol autóversenyző, 2-szeres Formula–1-es világbajnok (2005, 2006)
- 1982 – Allison Mack amerikai színésznő
- 1985 – Fodor Zoltán magyar birkózó
- 1989 – Marco Ravaioli olasz motorversenyző
- 1990 – Ivan Lenđer szerb úszó

## Halálozások
- 1095 – I. László magyar király (* 1040 körül)
- 1507 – Martin Behaim bajor térképész, csillagász, az első földgömb alkotója (* 1459)
- 1578 – Louis de Guise lotaringiai bíboros, Sens érseke, később Metz püspöke (* 1527)
- 1759 – (Árva) Bethlen Kata erdélyi magyar földbirtokos, mecénás, író (* 1700)
- 1833 – William Wilberforce angol politikus, filantróp, a rabszolgakereskedelmet ellenző mozgalom vezetője (* 1759)
- 1839 – Gaspard de Prony francia mérnök, fizikus, matematikus, a Prony-fék feltalálója (* 1755)
- 1850 – Kerekes Ferenc magyar matematikus, református főiskolai tanár, az MTA levelező tagja (* 1784)
- 1856 – Robert Schumann német zeneszerző (* 1810)
- 1886 – Adolf Müller (er. Matthias Schmid) magyar származású osztrák zeneszerző (* 1801)
- 1890 – Vincent van Gogh holland posztimpresszionista festőművész (* 1853)
- 1900 – I. Umbertó olasz király (* 1844)
- 1949 – Koszta József magyar festőművész (* 1861)
- 1950 – Joe Fry (Joseph Fry) amerikai autóversenyző (* 1915)
- 1951 – Walt Brown amerikai autóversenyző (* 1911)
- 1951 – Cecil Green amerikai autóversenyző (* 1919)
- 1951 – Bill Mackey amerikai autóversenyző (* 1927)
- 1962 – Ronald Fisher angol statisztikus, fejlődésbiológus, eugenikus, genetikus (* 1890)
- 1963 – Kelemen Lajos történész, akadémikus (* 1877)
- 1970 – Sir John Barbirolli brit karmester, csellista (* 1899)
- 1973 – Roger Williamson brit autóversenyző. A holland nagydíjon halálos balesetet szenvedett March Ford-jával (* 1948)
- 1974 – Erich Kästner német író, költő (* 1899)
- 1982 – Vladimir K. Zworykin orosz születésű amerikai feltaláló, a televíziózás úttörője, saját vevőkészülékét "kineszkóp" néven szabadalmaztatta (* 1888)
- 1983 – Luis Buñuel spanyol születésű mexikói filmrendező (* 1900)
- 1983 – Raymond Massey kanadai-amerikai színész (Arzén és levendula) (* 1896)
- 1990 – Bruno Kreisky szociáldemokrata politikus, Ausztria külügyminisztere, kancellárja (* 1911)
- 2001 – Edward Gierek lengyel kommunista politikus, pártfőtitkár (* 1913)
- 2002 – Renato Pirocchi olasz autóversenyző (* 1933)
- 2007 – Michel Serrault francia színész (* 1928)
- 2011 – Patassy Tibor kétszeres Jászai Mari-díjas magyar színész, érdemes művész (* 1925)
- 2014 – Kiss Péter magyar politikus (MSZP), miniszter (* 1959)
- 2021 – Dobai István erdélyi jogász, 56-os elítélt, MTA-tag (* 1924)
- 2024 – Dariday Róbert magyar színész, rendező, a Békéscsabai Jókai Színház örökös tagja (* 1928)

## Nemzeti ünnepek, emléknapok, világnapok
- Peru kétnapos nemzeti ünnepének második napja, a függetlenség napja (1821 óta).
- Feröer: Ólavsøka, nemzeti ünnep (Szent Olaf napja).
- A tigrisek világnapja